# The Flame
The Flame ist ein Lied von Cheap Trick aus dem Jahr 1988, das von Bob Mitchell und Nick Graham geschrieben wurde. Es erschien auf dem Album Lap of Luxury.

## Geschichte
Die Ballade The Flame, stilistisch dem Pop-Rock und Softrock zuzuordnen, wurde am 5. April 1988 veröffentlicht. Im Juli des Jahres erreichte das Lied die Spitzenposition der US-Charts, die es insgesamt zwei Wochen belegen konnte. Auch in Kanada und Australien avancierte der Titel zum Nummer-eins-Hit. Mit diesem Erfolg, der sich auch auf die Verkaufszahlen des im Frühjahr 1988 veröffentlichten Albums Lap of Luxury positiv auswirkte, konnte die Band ihr kommerzielles Tief, das seit Anfang der 1980er Jahre angehalten hatte, überwinden.
Angeblich fand die Band zunächst wenig Gefallen an dem Song. Rick Nielsens Abneigung ging sogar so weit, dass er während einer Hörprobe die Kassette mit dem Titel aus dem Rekorder riss und mit einem Stiefel zerstörte.
In einem Interview mit Gerry Galipault sagte Schlagzeuger Bun E. Carlos: "Tom Petersson rejoined in 1988, and then the vice president at Epic Records told us he had these two songs and they're both gonna be #1. He goes, 'We got one for you and one for the group Chicago, but you can have first choice.' He said, 'I think the one 'The Flame' would be good for you guys.' The other one was 'Look Away,' and it sounded like some girl singing on the demo. We really didn't like that song anyway, so 'Sure, we'll do 'The Flame.' We're game.'" (deutsch: „Tom Peterson kam 1988 zurück und der Vizepräsident von Epic Records sagte, dass er zwei Songs hat und beide zu Nummer-eins-Hits werden. Er sagte, ‚Wir haben einen für euch und einen für die Band Chicago, aber ihr könnt zuerst auswählen‘, und fügte hinzu, ‚The Flame würde zu euch passen.‘ Der andere Titel war Look Away und es hörte sich an, als würde ein Mädchen auf dem Demo singen. Wir mochten es nicht, aber nahmen es trotzdem auf.“)
Seit der Veröffentlichung gehört der Titel zum standardmäßigen Repertoire der Band bei ihren Live-Konzerten. Eine bislang unveröffentlichte Live-Version ist auf dem Album Authorized Greatest Hits von 2000 zu finden, eine andere befindet sich auf dem Album Silver aus dem Jahr 2001.
In der Rezension für das Lied schrieb Allmusic: "The lush power ballad "The Flame" was penned by two British songwriters, but the band made it their own with Robin Zander's sobbing vocal dramatics and the haunting tones of Rick Nielsen's mandocello chiming behind the guitar and keyboard backing. The lyrics, almost always an afterthought in romantic power ballads, often hint at the Police/"Every Breath You Take"'s school of disguising unhealthy obsession as sentimentality; the singer, unable to let go of his first love, which can be taken either as a scorned lover trying to see his failed romance as somehow cosmically ordained anyway, or as a vaguely disturbing intimation of stalking. It's more likely that the latter interpretation was completely unintentional, though, since the band's straight-ahead reading plays up the heartstring-tugging bombast. It was a perfect fit for the late-'80s' power ballad/happy pop radio, and it was much better crafted than many similar offerings from the same period (most of which were by bands who had been influenced, indirectly or otherwise, by Cheap Trick themselves). While it isn't the most inventive song the band ever recorded, "The Flame" is an undeniable part of their legacy, and a well-deserved, better-late-than-never, chart-topping popular success." (deutsch: „Die üppige Powerballade wurde von zwei britischen Songwritern geschrieben, doch die Band gab ihr einen eigenen Anstrich durch Robin Zanders schluchzende Gesangsdramatik und den eindringlichen Klängen von Mandoloncello gepaart mit Gitarre und Keyboard. Die Texte, fast immer ein nachträglicher Einfall in romantischen Powerballaden, orientieren sich an Every Breath You Take von The Police, ungesunde Besessenheit als Sentimentalität zu verkleiden, der Sänger, der seine große Liebe nicht loslassen kann. Dieser kann entweder als verachteter Liebhaber betrachtet werden, der versucht seine gescheiterte Romanze als irgendwie kosmisch ordiniert zu sehen, oder als vage, beunruhigende Andeutung von Stalking. Es ist wahrscheinlich, dass letztere Interpretation unbeabsichtigt ist, obwohl die Band geradeheraus den herzzerreißenden Bombast freilegt. Das eignet sich gut für Powerballaden der späten 1980er und es kam besser rüber als vergleichbare Vertreter seinerzeit (die meisten davon stammten von Bands, die indirekt oder auf eine andere Weise von Cheap Trick beeinflusst worden waren). Obwohl es nicht der einfallsreichste Song ist, den die Band jemals aufgenommen hat, ist The Flame ein unstreitbarer Teil ihres Vermächtnissen und ein wohlverdienter „Besser-spät-als-nie“-Erfolg.“)
Der Rolling Stone schrieb in seiner Rezension zum Album über den Song: "Emotional singing and an affecting Nielsen solo make "The Flame" memorable, if not quite equal to the band's best ballads." (deutsch: „Der emotionale Gesang und Nielsens ergreifendes Solo machen The Flame unvergesslich, vielleicht sogar gleichauf mit den besten Balladen der Band.“)

## Musikvideo
Zum Song erschien ein Musikvideo, das häufig auf MTV gezeigt wird. Im Video spielt Nielsen mit einer Gitarre, die auch in ihrem Album The Doctor vorkam. Produzent war Paul Flattery und Regisseur Jim Yukich.

## Chartplatzierungen
| ChartsChartplatzierungen       | Höchstplatzierung | Wochen |
| ------------------------------ | ----------------- | ------ |
| Deutschland (GfK)              | 32 (10 Wo.)       | 10     |
| Vereinigte Staaten (Billboard) | 1 (27 Wo.)        | 27     |
| Vereinigtes Königreich (OCC)   | 77 (11 Wo.)       | 11     |

| ChartsJahrescharts (1988)      | Platzierung |
| ------------------------------ | ----------- |
| Vereinigte Staaten (Billboard) | 14          |

## Coverversionen
- 1988: Cindy Berger (Nur für dich allein)
- 1997: Jennifer Rush
- 2006: Sandra Bernhard